# زاتوسترون
زاتوسترون (انگلیسی: Zatosetron) دارویی است که به عنوان یک آنتاگونیست در گیرنده 5HT3 عمل می کند. این دارو به صورت خوراکی فعال است و مدت اثر طولانی دارد و اثرات ضد تهوع ایجاد می کند اما بدون تحریک سرعت انتقال دستگاه گوارش. همچنین یک ضد اضطراب موثر در مطالعات جانوری و آزمایش های انسانی است.